# Hymne à la nuit

L'Hymne à la nuit est une harmonisation due à Joseph Noyon (1888-1962) d'un thème de l'opéra de Jean-Philippe Rameau Hippolyte et Aricie, créé en 1733 (duo des Prêtresses de Diane, « Rendons un éternel hommage », acte I, scène 3). Les paroles de l'Hymne à la nuit ont été écrites par le compositeur Édouard Sciortino (1893-1979). Cette musique a été popularisée auprès du grand public par le film La cage aux Rossignols, un film français de Jean Dréville (1945), puis par Les Choristes.

## Paroles
Ô nuit ! Qu'il est profond ton silence

Quand les étoiles d'or scintillent dans les cieux

J'aime ton manteau radieux

Ton calme est infini

Ta splendeur est immense

Ô nuit ! Toi qui fais naître les songes

Calme le malheureux qui souffre en son réduit

Sois compatissante pour lui.

Prolonge son sommeil, prends pitié de sa peine

Dissipe la douleur, nuit limpide et sereine.

Ô Nuit ! Viens apporter à la terre

Le calme enchantement de ton mystère.

L'ombre qui t'escorte est si douce,

Si doux est le concert de tes voix chantant l'espérance,

Si grand est ton pouvoir transformant tout

en rêve heureux.

Ô Nuit ! Ô laisse encore à la terre

Le calme enchantement de ton mystère.

L'ombre qui t'escorte est si douce,

Est-il une beauté aussi belle que le rêve ?

Est-il de vérité plus douce que l'espérance ?